# Cerveza artesana

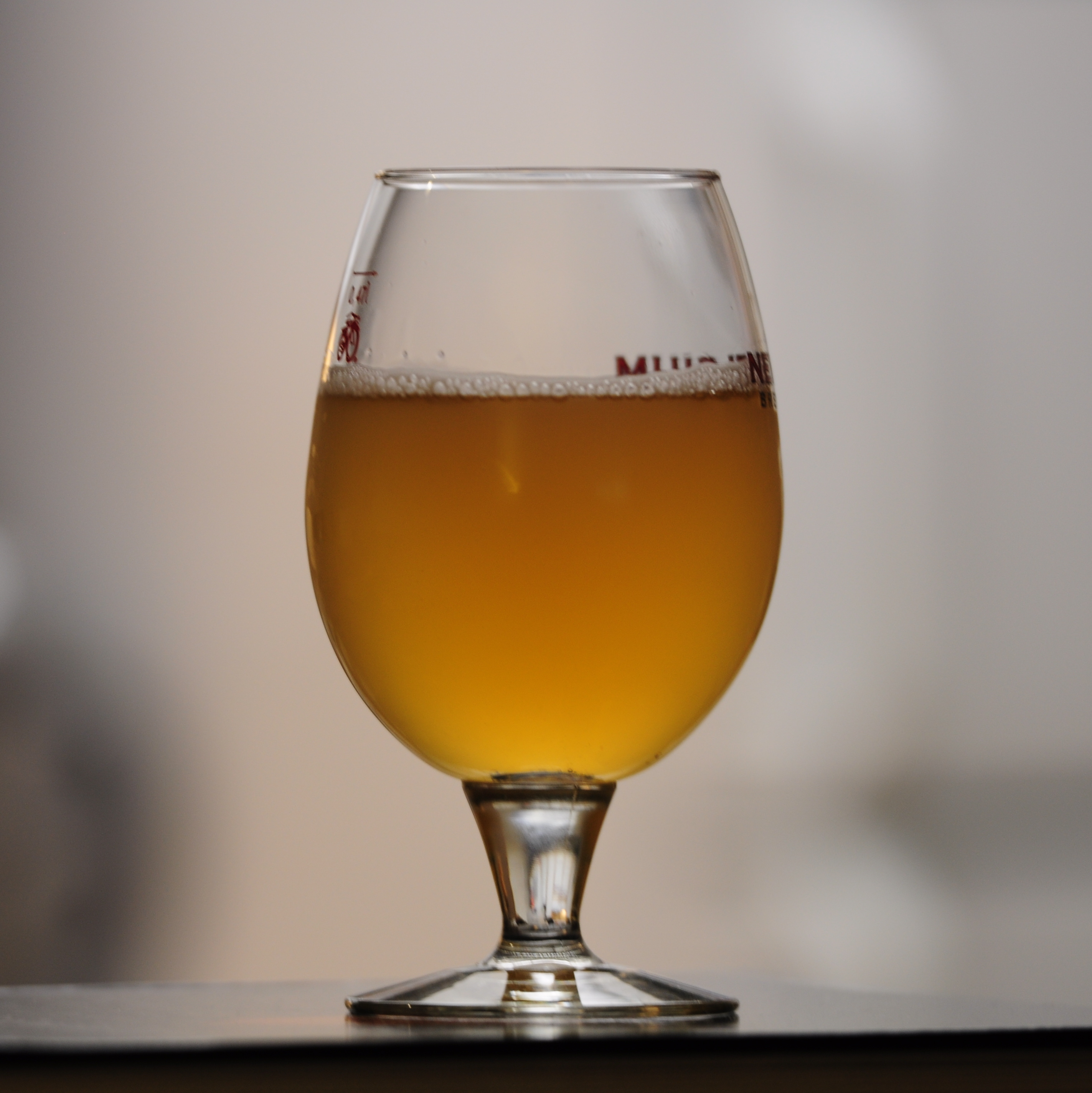
Vaso de cerveza artesanal

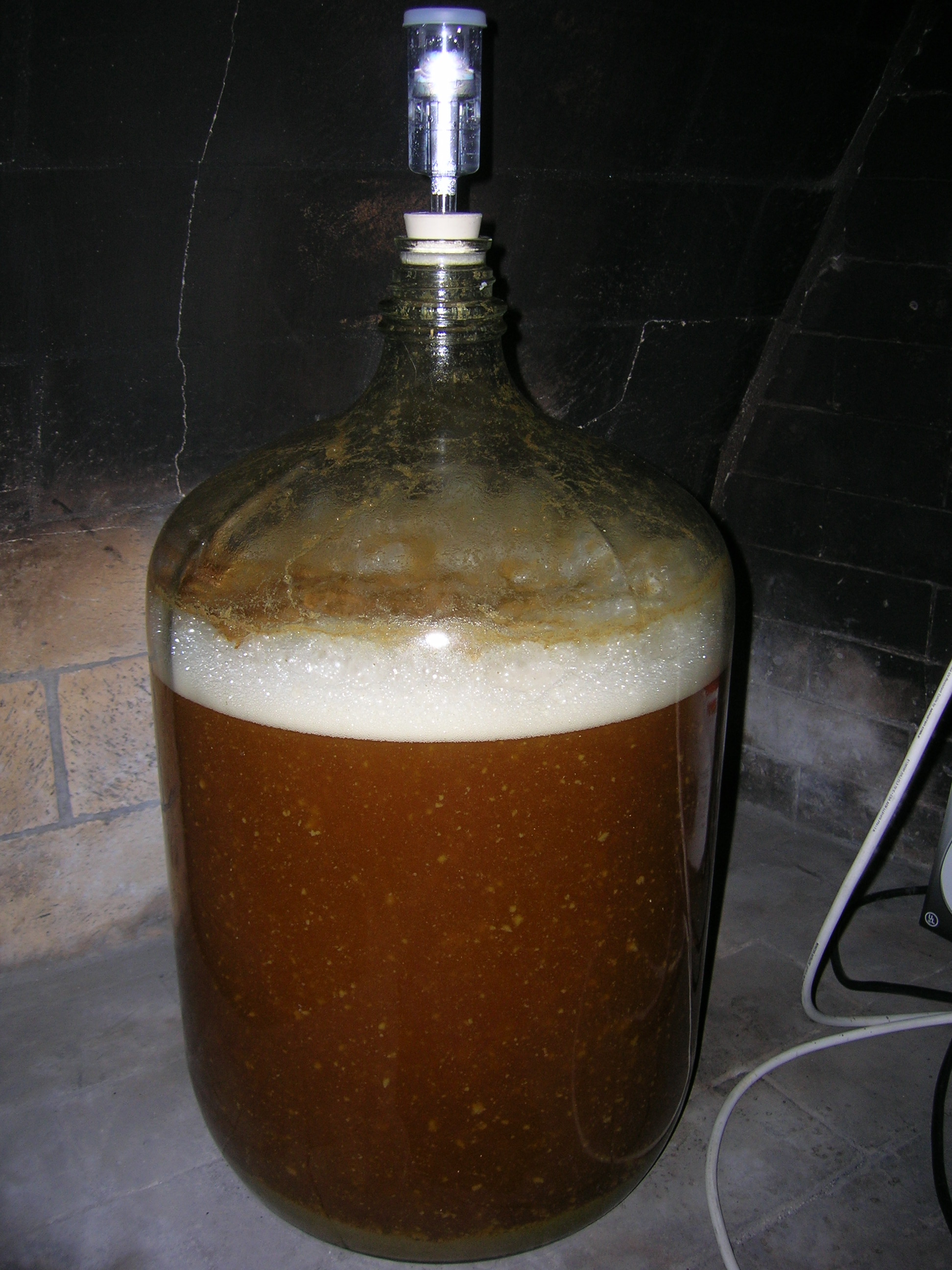
Fermentador de vidrio

La cerveza artesanal o cerveza artesana es un tipo de cerveza sin aditivos ni conservantes y sin pasteurizar. Están vivas y son un producto que cambia cada día un poco, con presencia de levadura. Utiliza como ingredientes únicamente agua, levadura, lúpulo y cebada para hacer la malta.
El sistema de elaboración consta de cinco etapas básicas: maceración, cocción, enfriamiento, fermentación y envasado. Para garantizar la calidad del producto, los lotes de producción de cerveza artesana tienen un máximo de 7500 litros por caldera de cocción. No se admite el uso de calderas de gelatinización, con el objetivo de obtener fuentes extras de azúcares a partir de ingredientes como el maíz o el arroz. La gasificación de la cerveza se puede hacer de forma natural durante la segunda fermentación o bien en forma forzada utilizando dióxido de carbono envasado.
El proceso artesano tiene que ser un proceso «todo grano», que parte del grano (malteado o no). No se permite ningún tipo de extracto (ni de maltas ni de lúpulos) para la obtención del mosto de la cerveza. Tampoco se permite el uso de aditivos ni coadyuvantes tecnológicos sintéticos (antioxidantes, conservantes, colorantes, estabilizantes, etcétera). En algunas variedades, la composición puede incluir también otras materias primas naturales para aromatizarlas (azúcares, especias, frutas, etcétera).

## Gremio de Elaboradores de Cerveza Artesana y Natural de España
El Gremio de Elaboradores de Cerveza Artesana y Natural (GECAN) de España es una asociación de microcervecerías creada en el 2011. Fundada por nueve socios iniciales en el 2014, ya son dieciocho. La GECAN tiene un doble objetivo: el reconocimiento legal de la cerveza artesana en España y la adecuación de los impuestos especiales de alcohol a las normativas europeas respecto a las microcervecerías.